# 圣母无玷始胎旧堂
圣母无玷始胎旧堂（Igreja da Conceição Velha）是葡萄牙首都里斯本的一座罗马天主教教堂，曼努埃尔风格。
圣母无玷始胎旧堂位于里斯本市中心的庞巴尔下城区，靠近商业广场。目前的教堂为1755年里斯本大地震后重建。
该堂的立面，与熱羅尼莫斯修道院和贝伦塔，为里斯本最為成功的曼努埃爾式建築。